# جيمس إدموند بويد
جيمس إدموند بويد (بالإنجليزية: James Edmund Boyd)‏ هو محامي وقاضي وسياسي أمريكي، ولد في 14 فبراير 1845 بمقاطعة ألامانس في الولايات المتحدة، وتوفي في 21 أغسطس 1935 بغرينزبورو في الولايات المتحدة. حزبياً، نشط في الحزب الجمهوري. وقد انتخب عضو مجلس نواب كارولينا الشمالية.